# Sätersjön, Uppland
Sätersjön är en sjö i Uppsala kommun i Uppland och ingår i Norrströms huvudavrinningsområde. Sjön är 2 meter djup, har en yta på 0,046 kvadratkilometer och befinner sig 30 meter över havet. Vid provfiske har abborre, braxen, mört och ruda fångats i sjön.